# Haworthia pulchella
Haworthia pulchella, és una espècie de planta suculenta del gènere Haworthia de la subfamília de les asfodelòidies.

## Descripció
Haworthia pulchellaés una petita suculenta, compacta i de color verd fosc. Les fulles estan armades amb pronunciades espines blanques. Poques vegades és prolífer i és una espècie de creixement molt lent. El parent més probable és Haworthia wittebergensis, principalment per la distribució i la textura coriàcia moderada de les fulles.

## Distribució i hàbitat
Aquesta espècie és originària de la província sud-africana del Cap Occidental, concretament només creix al triangle del riu Touws - Laingsburg - Hoekvandieberg. L'àrea de distribució és d'Anysberg a l'est, a l'oest i al sud del riu Touws. Creix sempre a l'ombra i és espècie d'hivern. A Spitskop, prop d'Anysberg, creix una forma petita, que forma petits grups.
H. pulchella no és fàcil de cultivar, possiblement a causa de la distribució de les pluges hivernals. S'ha de cultivar en condicions més ombrejades i cal tenir paciència, és una espècie de creixement lent. La propagació s'ha de fer per llavor.

## Taxonomia
Haworthia pulchella va ser descrita per Martin Bruce Bayer i publicada a J. S. African Bot. 39: 252, a l'any 1973.
Etimologia
Haworthia : nom en honor del botànic britànic Adrian Hardy Haworth (1767-1833).
pulchella: epítet llatí que significa "una mica bonic", "bonic".
Varietats
- Haworthia pulchella var. pulchella (varietat tipus)
- Haworthia pulchella var. globifera M.B.Bayer, Haworthia Revisited: 136 (1999).[5]

Sinonímia
- Haworthia chloracantha var. pulchella (M.B.Bayer) Halda, Acta Mus. Richnov., Sect. Nat. 4(2): 42 (1997).[6]